# 金毘羅權現
金毘羅權現（こんぴらごんげん）是琴平山（象頭山）的山岳信仰和修驗道融合的神佛習合之神，本地佛是十一面觀音菩薩。神佛習合中是香川縣琴平町象頭山鎮座的金毘羅大權現，神佛分離・廢佛毀釋以前以讚岐國象頭山松尾寺金光院（現在香川縣琴平町的金刀比羅宮）為總本宮，祭祀在日本全國的金毘羅宮、金毘羅權現社。

## 由來
根據象頭山松尾寺的緣起，大寶年間，修驗道的役小角（神變大菩薩）登象頭山之際，因天竺靈鷲山（象頭山）的護法善神金毘羅（宮比羅）的神驗而開山，所以稱作象頭山金毘羅大權現。象頭山金毘羅大權現的本地佛是十一面觀音菩薩。
金毘羅（摩伽羅）本來是恆河鰐神格化的水神，在日本是蛇型。金毘羅（摩伽羅）也是恆河女神的坐騎，所以，金毘羅權現作為海上交通的守護神受到信仰。在全國各地俯瞰大港的山上建有金毘羅宮、金毘羅權現社，祭祀金毘羅權現。

## 崇德天皇合祀
長寬元年（1163年），崇德天皇在象頭山松尾寺金光院参籠，所以，受到修驗道御靈信仰的影響，永萬元年（1165年），崇德天皇也合祀象頭山松尾寺金光院。

## 天狗信仰

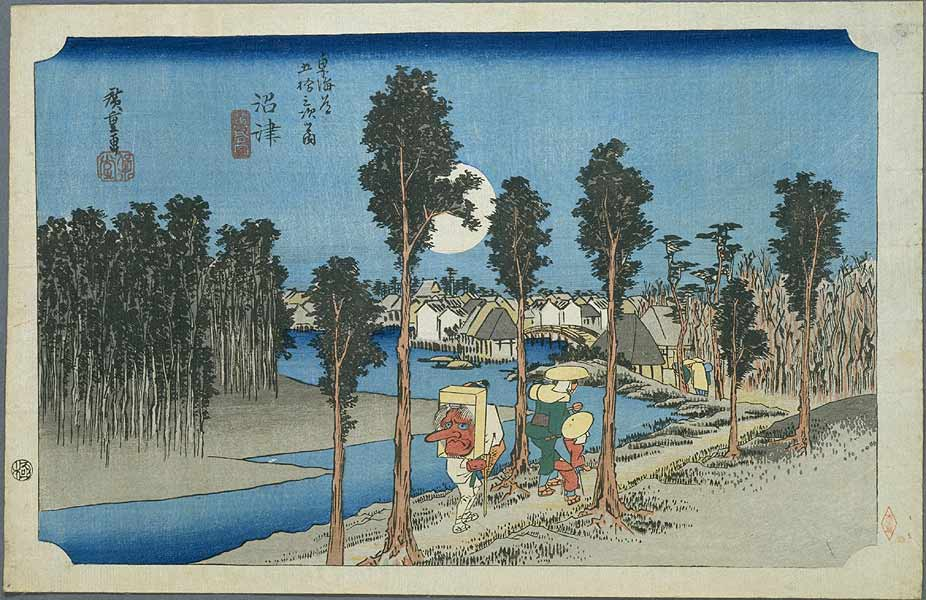
歌川廣重『東海道五十三次・沼津』

修驗道盛行後，天狗被視為是金毘羅權現的眷屬。『和漢三才圖會』記載「當山之天狗名為金比羅坊」。
江戶時代，背負天狗之面的白裝束的金毘羅道者（行人）在全國巡迴，使金毘羅信仰普及。也產生背負天狗之面前來参拜讚岐國象頭山松尾寺的習俗。

## 金毘羅参拜
塩飽水軍信仰金毘羅權現，對全國寄港地的金毘羅信仰普及帶來貢献。
江戶時代後期，伴隨象頭山松尾寺金光院的金毘羅参拜盛行，四國的丸龜街道、多度津街道、高松街道、阿波街道、伊予・土佐街道等金毘羅街道受到整備。神佛分離以降，香川縣琴平町的金刀比羅宮是全國約600座金刀比羅神社的總本宮。緣日是毎月10日。

## 神佛分離・廢佛毀釋
明治元年（1868年）3月，神佛分離令造成象頭山松尾寺金光院廢寺，強制改組為國家神道的琴平神社（同年7月改稱金刀比羅宮），主祭神定名為大物主神，相殿奉祀崇德天皇。
全國的金毘羅宮・金毘羅權現社大多改成主祭神是大物主神的神道的金刀比羅神社・琴平神社・金比羅神社。

## 祭祀金毘羅權現的寺院
金毘羅權現並未完全消失，在少數免於廢佛毀釋的真言宗寺院祭祀。
- 象頭山金毘羅密寺（北海道札幌市） - 北海道十三佛靈場 第三番札所
- 天狗山金毘羅大本院（北海道小樽市） - 北海道十三佛靈場 第五番札所
- 紫雲山金毘羅寺（北海道登別市） - 北海道十三佛靈場 第八番札所
- 金剛山金毘羅靈院（北海道北見市）
- 光明山真言密寺（北海道江別市）
- 象頭山金毘羅寺（北海道虻田郡）
- 高尾山藥王院 金毘羅社（東京都八王子市）
- 千日山雨寶院（石川縣金澤市） - 金澤三十三觀音靈場 第十七番札所
- 大平山金毘羅院（鳥取縣倉吉市）
- 種松山西明院（岡山縣倉敷市）
- 箸藏山箸藏寺（德島縣三好市）
- 松尾山金毘羅寺（愛媛縣東溫市） - 伊予十三佛靈場 結願之寺

## 脚注
1. ↑  .   [2012-11-27]. （原始内容存档于2016-03-04）.
2. ↑  金刀比羅宮：ノート 的存檔，存档日期2012-06-25.
3. ↑  金刀比羅宮 - 崇德天皇 的存檔，存档日期2012-01-26.
4. ↑   『金毘羅信仰｜民衆宗教史叢書　第十九巻』, 守屋毅編, 雄山閣, ISBN 978-4639006657
5. ↑  浮世絵『東海道五十三次・沼津』, 歌川廣重
6. ↑  『東海道中膝栗毛』
7. ↑  金毘羅大權現 - 西大寺觀音院（岡山縣西大寺） 的存檔，存档日期2011-02-09.

## 關連項目
- 瑜伽大權現
- 龍

## 外部連結
- 金刀比羅宮 （页面存档备份，存于）